# Protaphorura dallaii
Protaphorura dallaii is een springstaartensoort uit de familie van de Onychiuridae. De wetenschappelijke naam van de soort is voor het eerst geldig gepubliceerd in 1981 door Nosek & Paoletti.